# Place Juliette-Gréco
La place Juliette-Gréco est une voie située dans le 6e arrondissement de Paris, en France.

## Situation et accès
La place est située à la jonction de la rue Guillaume-Apollinaire, de la rue de l'Abbaye (Paris) et de la rue Bonaparte et de la place Saint-Germain-des-Prés.
Elle est desservie par la station Saint-Germain-des-Prés par la ligne 4.

## Origine du nom

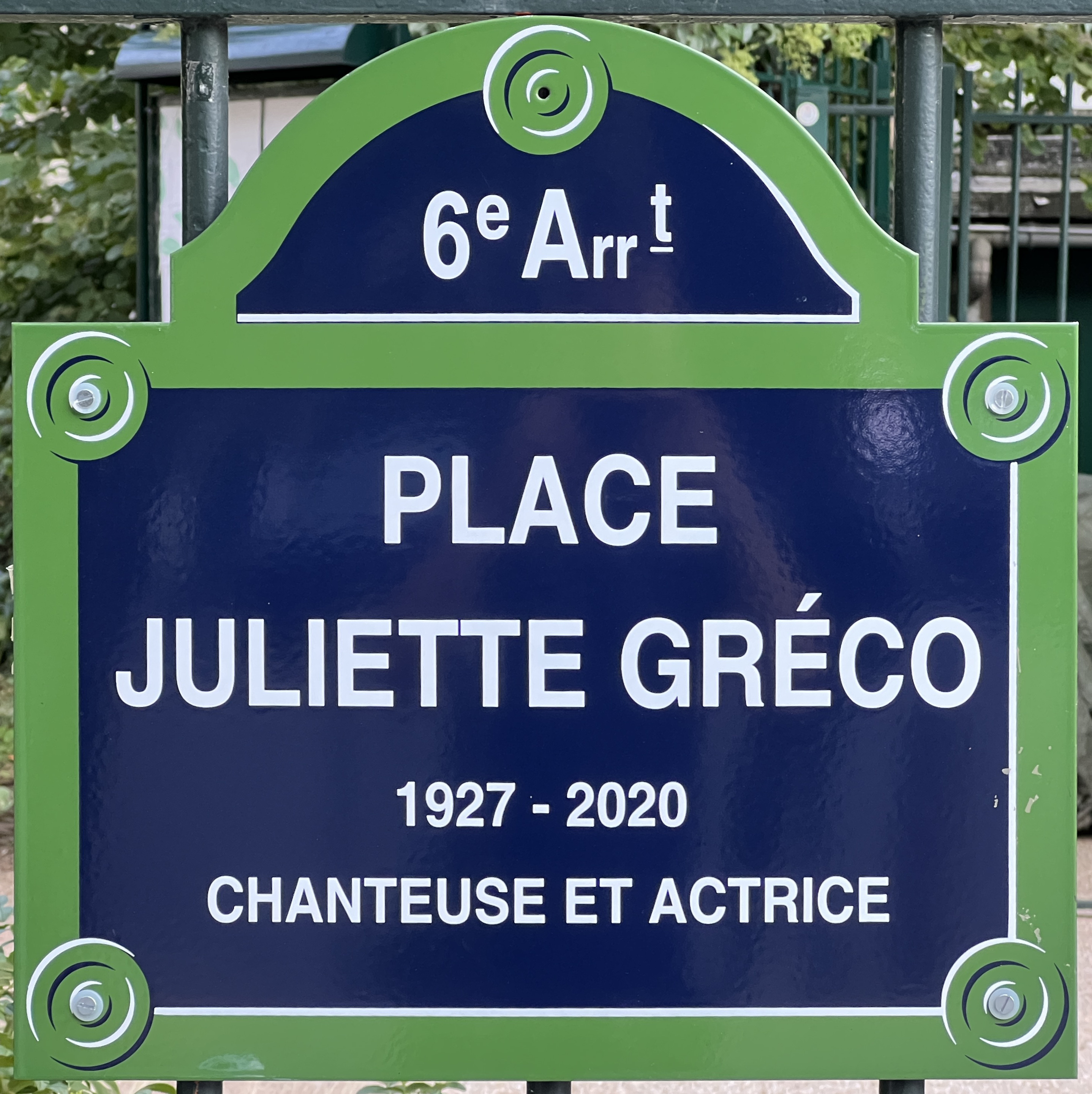
Plaque de la place.

La place rend hommage à la chanteuse et actrice Juliette Gréco (1927-2020).

## Historique
La place a été inaugurée le 23 septembre 2021.